# Filialkirche Maria Feicht

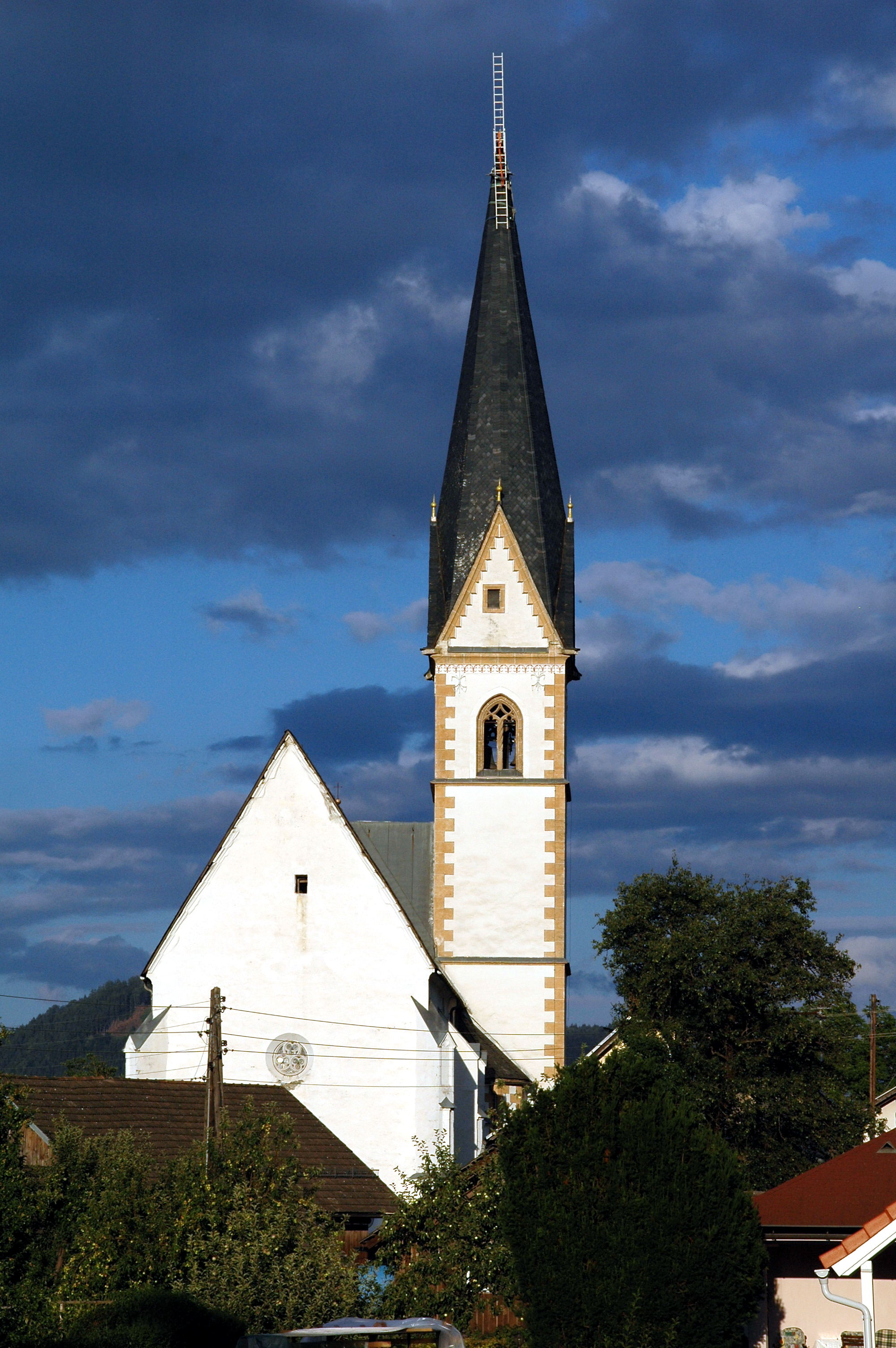

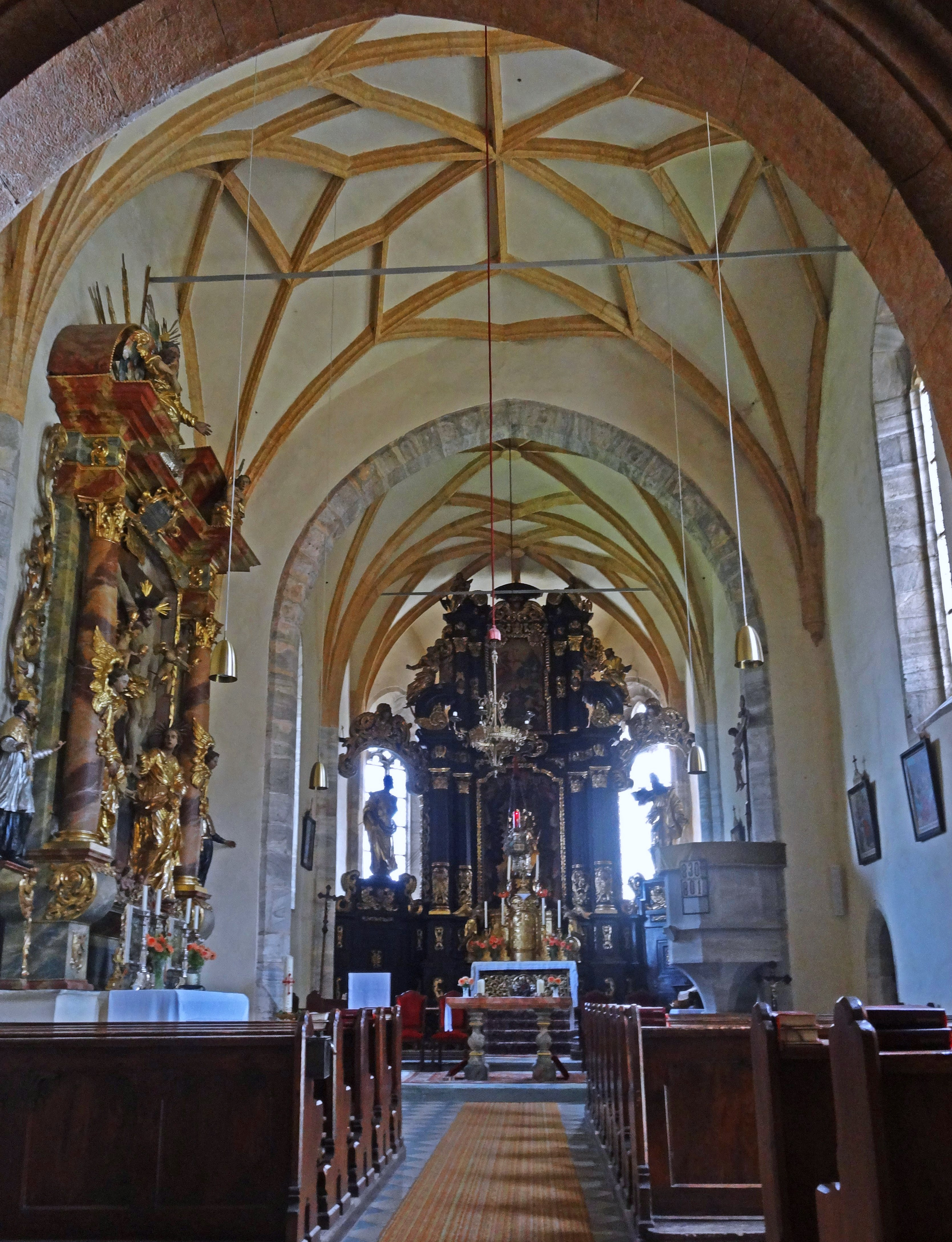
Innenansicht der Kirche

Die Wallfahrts- und Filialkirche Maria Feicht in der Gemeinde Glanegg gehört zur Pfarre St. Gandolf. Zwischen 1060 und 1076 wurde die Kirche erstmals als Eigenkirche der Eppensteiner erwähnt.

## Baubeschreibung
Die Kirche ist ein spätgotischer Bau des ersten Viertel des 16. Jahrhunderts. Der Turm an der Südseite des Chores besitzt Schallfenster mit Maßwerk und gedrehten Mittelstützen und wird von einem achtseitigen Spitzgiebelhelm bekrönt. Das Untergeschoß des Turmes birgt eine Beinkammer. An der Westseite des Turmes ist ein Treppentürmchen angestellt.
Langhaus und Chor werden von dreistufigen Strebepfeilern gestützt. Der mittlere Teil der Pfeiler besteht aus übereck gestellten Steinblöcken, die Traufen sind gekehlt. Die Langhauspfeiler  weisen im obersten Teil Blendfelder auf. Das schulterbogige Westportal ist mit reicher Verstäbung geschmückt. Das Nordportal besitzt einen profilierten Eselsrücken, das Südportal ist mit Stäben profiliert.
An der Südwand sind ein römerzeitliches Grabbaurelief mit der Darstellung eines Schreibers mit Schriftrolle und ein Grabrelief mit der Darstellung des Attis Pastor eingemauert. An der Nordseite findet sich eine Grabinschrift für Valtidia Quarena, ihren Gatten Bardu und den Sohn Ingenuus sowie für Secunda und deren Gatten Covnertianus.

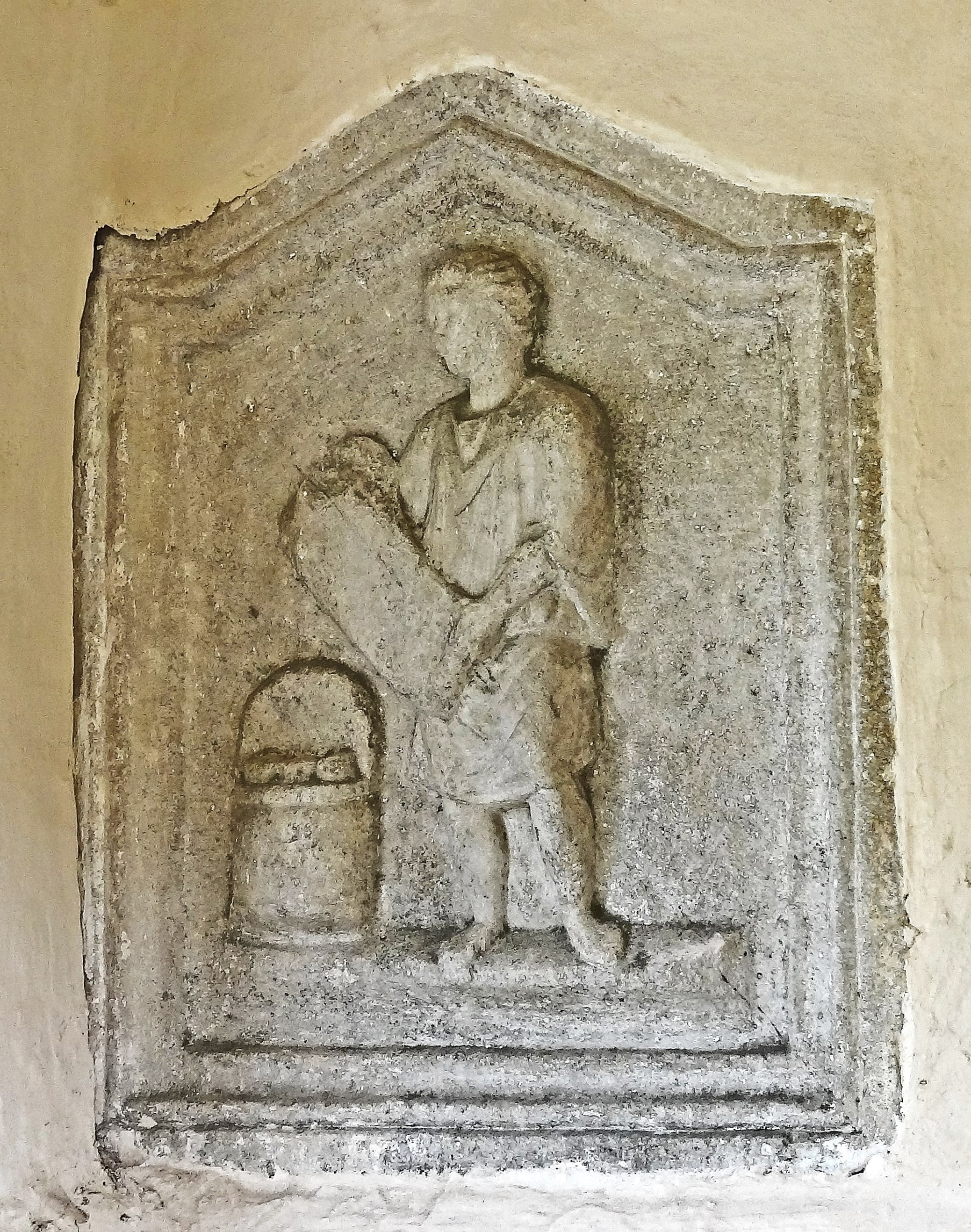
Römisches Relief eines Schreibers mit Schriftrolle

Im dreijochigen Langhaus ruht ein Sternrippengewölbe auf schlanken Rundpfeilern. Die dreiachsige, zweijochige Westempore ist sternrippenunterwölbt und weist auf Tartschen mehrere Meisterzeichen auf. Die Emporenbrüstung ist mit reichen Blendmaßwerksfeldern versehen und am konsolartig vorspringenden Mittelteil mit 1524 bezeichnet.
Ein breiter abgefasster Triumphbogen verbindet das Langhaus und den einjochigen netzrippengewölbten Chor mit Fünfachtelschluss. Von der Chorsüdwand führt ein spitzbogiges Portal in die Sakristei im Turmerdgeschoß.

## Einrichtung

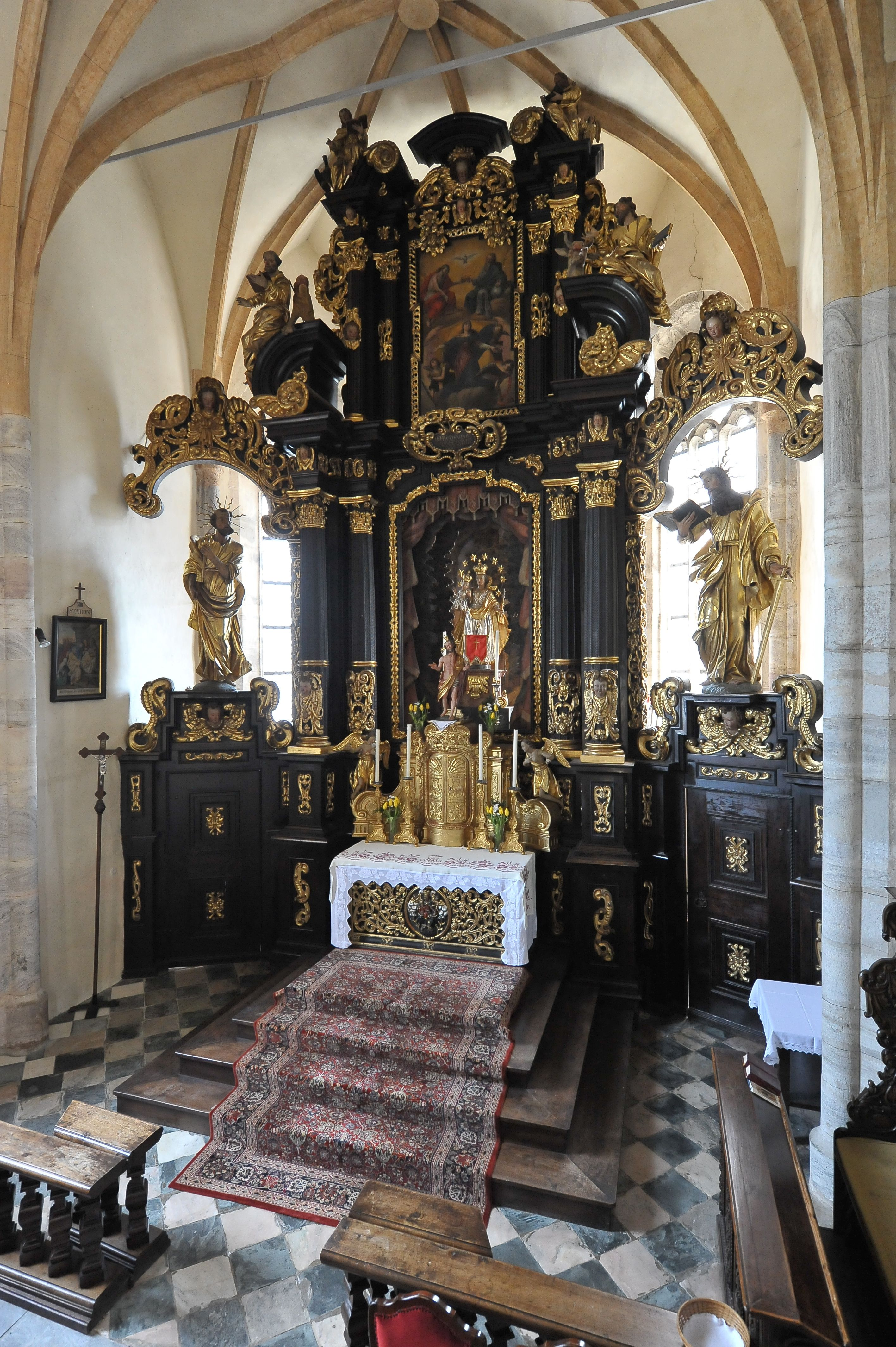
Der Hochaltar

Der Hochaltar von 1681 mit seitlichen Säulenpaaren, einen Aufsatz zwischen einem gesprengten Giebeln, Opfergangsportalen, reicher Knorpelwerksverzierung und einem Tabernakel aus der Mitte des 18. Jahrhunderts nimmt die ganze Breite und Höhe des Chores ein. Der Altar birgt in der Mittelnische eine Muttergottes mit Kind. Über den Opfergangsportalen stehen die Apostelfürsten Petrus und Paulus. Das Aufsatzbild einer Marienkrönung wird von den Figuren der vier Evangelisten flankiert. Das geschnitzte Antependium zeigt eine Muttergottes mit Kind.
Am um 1730 gefertigten Wandaltar an der Langhausnordwand mit Säulenarchitektur und gesprengtem Giebel steht eine figürliche Kreuzigungsgruppe vom Ende des 17. Jahrhunderts vor einem illusionistisch gemaltem Jerusalem. Seitlich stehen auf Konsolen die Statuen der Heiligen Johannes Nepomuk und Franz Xaver. Den Aufsatz bilden die Schnitzplastiken Gottvatera, der Heiligen Geist Taube sowie adorierenden Engeln. Das geschnitzte Antependium ziert ein  Marienrelief. Auf der Mensa steht eine Schnitzfigur einer sitzenden Muttergottes aus dem 14. Jahrhundert.
Die spätgotische Steinkanzel von 1510 mit polygonalem Korb und gewundenem Fuß steht am Gewände des Triumphbogens.
Die Orgel wurde im Jahre 1882 vom Orgelbauer Franz Corolic aus Villach aufgestellt und stammt ursprünglich aus der Pfarrkirche Treffen. Ihre bemalten Flügel stellen an der Innenseite König David und die heilige Cäcilia, und an der Außenseite die Verkündigung dar.
In der nördlichen Chorwand ist die nach 1727 entstandene Wappengrabplatte mit Auferstehungsrelief des Pflegers von Glanegg Caspar Leonhard von Rämpichl eingemauert.